# Centropogon isahellinus
Centropogon isahellinus är en klockväxtart som beskrevs av Franz Elfried Wimmer. Centropogon isahellinus ingår i släktet Centropogon och familjen klockväxter. Inga underarter finns listade i Catalogue of Life.